# Marvel One-Shots
Marvel One-Shots – seria filmów krótkometrażowych wyprodukowanych przez Marvel Studios wchodzących w skład Filmowego Uniwersum Marvela. Od 2011 roku stanowią one dodatek to wydań filmów tej franczyzy na nośniku Blu-ray. Dwa z filmów krótkometrażowych, Przedmiot 47 i Agentka Carter, były inspiracją do powstania seriali telewizyjnych.
W filmach Konsultant i Ciekawa rzecz spotkała nas przy młocie Thora z 2011 roku wystąpił Clark Gregg jako agent Phil Coulson, powtarzając swoją rolę z filmów. Ukazują one krótkie, samodzielne historie o dniu z życia agenta T.A.R.C.Z.Y. W latach 2012–2014 studio nakręciło trzy znacznie dłuższe krótkometrażówki: Przedmiot 47, który nawiązuje do wydarzeń z filmu Avengers; Agentka Carter, z udziałem Hayley Atwell jako Peggy Carter, umiejscowiona jest po wydarzeniach w filmie Kapitan Ameryka: Pierwsze starcie oraz Niech żyje król, z Benem Kingsleyem w roli Trevora Slattery’ego, kontynuujący wydarzenia z Iron Man 3.
W 2022 roku seria trzech mockumentów z lat 2016–2018 zatytułowanych Team Thor, została zakwalifikowana jako Marvel One-Shots.

## Filmy
| Tytuł                                                                                           | Data premiery                                                                      | Reżyseria        | Scenariusz    | Producent   | Wydany z wersją Blu-ray filmu     | Przypisy                    |
| ----------------------------------------------------------------------------------------------- | ---------------------------------------------------------------------------------- | ---------------- | ------------- | ----------- | --------------------------------- | --------------------------- |
| Konsultant The Consultant                                                                       | 13 września 2011 (Stany Zjednoczone) 13 września 2011 (Polska)                     | Leythum          | Eric Pearson  | Kevin Feige | Thor                              | [ 1 ] [ 2 ] [ 3 ]           |
| Ciekawa rzecz spotkała nas przy młocie Thora A Funny Thing Happened on the Way to Thor’s Hammer | 25 października 2011 (Stany Zjednoczone) 1 grudnia 2011 (Polska)                   | Leythum          | Eric Pearson  | Kevin Feige | Kapitan Ameryka: Pierwsze starcie | [ 4 ] [ 5 ] [ 3 ]           |
| Przedmiot 47 Item 47                                                                            | 14 lipca 2012 (SDCC) 25 sierpnia 2012 (Stany Zjednoczone) 7 września 2012 (Polska) | Louis D’Esposito | Eric Pearson  | Kevin Feige | Avengers                          | [ 6 ] [ 7 ] [ 8 ] [ 9 ]     |
| Agentka Carter Agent Carter                                                                     | 19 lipca 2013 (SDCC) 3 września 2013 (Stany Zjednoczone) 6 września 2013 (Polska)  | Louis D’Esposito | Eric Pearson  | Kevin Feige | Iron Man 3                        | [ 10 ] [ 11 ] [ 12 ] [ 13 ] |
| Niech żyje król All Hail the King                                                               | 4 lutego 2014 (Stany Zjednoczone) 2 grudnia 2014 (Polska)                          | Drew Pearce      | Drew Pearce   | Kevin Feige | Thor: Mroczny świat               | [ 14 ] [ 15 ] [ 16 ]        |
| Team Thor                                                                                       | 23 lipca 2016 (SDCC) 2 września 2016 (Stany Zjednoczone) 13 września 2016 (Polska) | Taika Waititi    | Taika Waititi | Kevin Feige | Kapitan Ameryka: Wojna bohaterów  | [ 17 ] [ 18 ] [ 19 ]        |
| Team Thor: Part 2                                                                               | 14 lutego 2017 (Stany Zjednoczone) 15 marca 2017 (Polska)                          | Taika Waititi    | Taika Waititi | Kevin Feige | Doktor Strange                    | [ 20 ] [ 21 ]               |
| Team Darryl                                                                                     | 20 lutego 2018 (Stany Zjednoczone) 14 marca 2018 (Polska)                          | Taika Waititi    | Taika Waititi | Kevin Feige | Thor: Ragnarok                    | [ 22 ] [ 23 ]               |

### Faza I

#### Konsultant (2011)
W Konsultancie (oryg. The Consultant), po wydarzeniach w filmach Incredible Hulk i Iron Man 2, agenci Phil Coulson i Jasper Sitwell sabotują pomysł Światowej Rady Bezpieczeństwa, aby Abomination został zwolniony z więzienia i włączony do inicjatywy Avengers.
Za reżyserię filmu krótkometrażowego odpowiadał Leythum na podstawie scenariusza Erica Pearsona. W rolach głównych wystąpili Clark Gregg i Maximiliano Hernández. Światowa i polska premiera filmu miała miejsce 13 września 2011 roku równocześnie z wydaniem Blu-ray filmu Thor.

#### Ciekawa rzecz spotkała nas przy młocie Thora (2011)
Ciekawa rzecz spotkała nas przy młocie Thora (oryg. A Funny Thing Happened on the Way to Thor’s Hammer) opowiada o wydarzeniach przed filmem Thor; agent Phil Coulson jedzie do Albuquerque w Nowym Meksyku. Po drodze zatrzymuje się na stacji benzynowej.
Za reżyserię krótkometrażówki odpowiadał Leythum na podstawie scenariusza Erica Pearsona. W roli głównej wystąpił Clark Gregg. Światowa premiera filmu miała miejsce 25 października 2011 roku równocześnie z wydaniem Blu-ray filmu Kapitan Ameryka: Pierwsze starcie. W Polsce pojawił się on 1 grudnia również jako dodatek do wydania Blu-ray Pierwszego starcia.

#### Przedmiot 47 (2012)
Akcja Przedmiotu 47 (oryg. Item 47) umiejscowiona została po wydarzeniach w filmie Avengers; Bennie i Claire, po odnalezieniu broni Chitauri, postanawiają okradać przy jej pomocy banki, czym zwracają na sobie uwagę T.A.R.C.Z.Y.
Za reżyserię filmu krótkometrażowego odpowiadał Louis D’Esposito na podstawie scenariusza Erica Pearsona. W rolach głównych wystąpili: Lizzy Caplan, Jesse Bradford, Maximiliano Hernández i Titus Welliver. Światowa premiera filmu miała miejsce 14 lipca 2012 roku podczas San Diego Comic-Conu. W Polsce pojawił się on 7 września jako dodatek do wydania Blu-ray filmu Avengers. Przedmiot 47 stał się inspiracją do powstania serialu Agenci T.A.R.C.Z.Y. emitowanego przez siedem sezonów w latach 2013–2020 na antenie ABC.

### Faza II

#### Agentka Carter (2013)
Agentka Carter (oryg. Agent Carter) opowiada historię Peggy Carter, rok po wydarzeniach w filmie Kapitan Ameryka: Pierwsze starcie. Pracuje ona w Narodowych Rezerwach Strategicznych i zmaga się z seksizmem ze strony swojego szefa. Postanawia samodzielnie wykonać misję odzyskania Zodiaku, a następnie zostaje współtwórczynią T.A.R.C.Z.Y.
Za reżyserię odpowiadał Louis D’Esposito na podstawie scneriusza Erica Pearsona. W rolach głównych wystąpili: Hayley Atwell, Bradley Whitford i Dominic Cooper. Światowa premiera filmu miała miejsce 19 lipca 2013 roku podczas San Diego Comic-Conu. W Polsce pojawił się on 6 września jako dodatek do wydania Blu-ray filmu Iron Man 3. Agentka Carter stała się inspiracją do powstania serialu o tym samym tytule emitowanego przez dwa sezony w latach 2015–2016 na antenie ABC.

#### Niech żyje król (2014)
W Niech żyje król (oryg. All Hail the King), po wydarzeniach w filmie Iron Man 3, reporter Jackson Norriss przeprowadza wywiad z przebywającym w więzieniu Trevorem Slatterym, który podszywał się pod Mandaryna.
Za reżyserię i scenariusz krótkometrażówki odpowiadał Drew Pearce. W rolach głównych wystąpili: Ben Kingsley, Scoot McNairy, Lester Speight i Sam Rockwell. Światowa premiera filmu miała miejsce 4 lutego 2014 roku równocześnie z cyfrowym wydaniem filmu Thor: Mroczny świat. W Polsce pojawił się on 2 grudnia jako dodatek do wydania Blu-ray Mrocznego świata. Wątek rozpoczęty w Niech żyje król był kontynuowany w filmie Shang-Chi i legenda dziesięciu pierścieni z 2021 roku.

### Faza III

#### Team Thor (2016), Team Thor: Part 2 (2017), Team Darryl (2018)
W Team Thor i Team Thor: Part 2 Thor, po uratowaniu Ziemi razem z Avengers, postanawia zrobić sobie urlop w Australii, gdzie mieszka z pracownikiem biurowym, Darrylem Jacobsonem. Natomiast w Team Darryl, po wyprowadzce Thora, Darryl przenosi się do Los Angeles, gdzie jego nowym współlokatorem zostaje Arcymistrz. Ekipa filmowa dokumentuje życie Thora i Darryla, a później Darryla i Arcymistrza.
Za reżyserię i scenariusz mockumentów odpowiadał Taika Waititi. W rolach głównych wystąpili: Chris Hemsworth, Daley Pearson, Mark Ruffalo i Jeff Goldblum. Światowa premiera Team Thor miała miejsce 23 lipca 2016 roku podczas San Diego Comic-Conu. W Polsce pojawił się on 13 września jako dodatek do wydania Blu-ray filmu Kapitan Ameryka: Wojna bohaterów. Kolejne dwa mockumenty zostały wydane, zarówno w Stanach Zjednoczonych, jak i Polsce, na Blu-rayach filmów Doktor Strange w 2017 i Thor: Ragnarok w 2018 roku.

## Obsada
| Klucz: | = Archiwalne | = Postać nie pojawiła się |

| Postać                           | Konsultant (2011)       | Konsultant (2011)       | Ciekawa rzecz spotkała nas przy młocie Thora (2011) | Ciekawa rzecz spotkała nas przy młocie Thora (2011) | Przedmiot 47 (2012)     | Przedmiot 47 (2012)     | Agentka Carter (2013)   | Agentka Carter (2013)   | Niech żyje król (2014)  | Niech żyje król (2014)  | Team Thor (2016)        | Team Thor (2016)        | Team Thor: Part 2 (2017) | Team Thor: Part 2 (2017) | Team Darryl (2018)      | Team Darryl (2018)      |
| Postać                           | Faza I                  | Faza I                  | Faza I                                              | Faza I                                              | Faza I                  | Faza I                  | Faza II                 | Faza II                 | Faza II                 | Faza II                 | Faza III                | Faza III                | Faza III                 | Faza III                 | Faza III                | Faza III                |
| Przedstawieni w filmach          | Przedstawieni w filmach | Przedstawieni w filmach | Przedstawieni w filmach                             | Przedstawieni w filmach                             | Przedstawieni w filmach | Przedstawieni w filmach | Przedstawieni w filmach | Przedstawieni w filmach | Przedstawieni w filmach | Przedstawieni w filmach | Przedstawieni w filmach | Przedstawieni w filmach | Przedstawieni w filmach  | Przedstawieni w filmach  | Przedstawieni w filmach | Przedstawieni w filmach |
| -------------------------------- | ----------------------- | ----------------------- | --------------------------------------------------- | --------------------------------------------------- | ----------------------- | ----------------------- | ----------------------- | ----------------------- | ----------------------- | ----------------------- | ----------------------- | ----------------------- | ------------------------ | ------------------------ | ----------------------- | ----------------------- |
| Arcymistrz                       |                         |                         |                                                     |                                                     |                         |                         |                         |                         |                         |                         |                         |                         |                          |                          | Jeff Goldblum           | Jeff Goldblum           |
| Bruce Banner                     |                         |                         |                                                     |                                                     |                         |                         |                         |                         |                         |                         | Mark Ruffalo            | Mark Ruffalo            |                          |                          |                         |                         |
| Emil Blonsky Abomination         |                         | Tim Roth                |                                                     |                                                     |                         |                         |                         |                         |                         |                         |                         |                         |                          |                          |                         |                         |
| Peggy Carter                     |                         |                         |                                                     |                                                     |                         |                         | Hayley Atwell           | Hayley Atwell           |                         |                         |                         |                         |                          |                          |                         |                         |
| Phil Coulson                     | Clark Gregg             | Clark Gregg             | Clark Gregg                                         | Clark Gregg                                         |                         |                         |                         |                         |                         |                         |                         |                         |                          |                          |                         |                         |
| Timothy „Dum Dum” Dugan          |                         |                         |                                                     |                                                     |                         |                         | Neal McDonough          | Neal McDonough          |                         |                         |                         |                         |                          |                          |                         |                         |
| Justin Hammer                    |                         |                         |                                                     |                                                     |                         |                         |                         |                         | Sam Rockwell            | Sam Rockwell            |                         |                         |                          |                          |                         |                         |
| Steve Rogers Kapitan Ameryka     |                         |                         |                                                     |                                                     |                         |                         |                         | Chris Evans             |                         |                         |                         |                         |                          |                          |                         |                         |
| Thaddeus Ross                    |                         | William Hurt            |                                                     |                                                     |                         |                         |                         |                         |                         |                         |                         |                         |                          |                          |                         |                         |
| Jasper Sitwell                   | Maximiliano Hernández   | Maximiliano Hernández   |                                                     |                                                     | Maximiliano Hernández   | Maximiliano Hernández   |                         |                         |                         |                         |                         |                         |                          |                          |                         |                         |
| Trevor Slattery                  |                         |                         |                                                     |                                                     |                         |                         |                         |                         | Ben Kingsley            | Ben Kingsley            |                         |                         |                          |                          |                         |                         |
| Howard Stark                     |                         |                         |                                                     |                                                     |                         |                         | Dominic Cooper          | Dominic Cooper          |                         |                         |                         |                         |                          |                          |                         |                         |
| Tony Stark                       |                         | Robert Downey Jr.       |                                                     |                                                     |                         |                         |                         |                         |                         |                         |                         |                         |                          |                          |                         |                         |
| Thor                             |                         |                         |                                                     |                                                     |                         |                         |                         |                         |                         |                         | Chris Hemsworth         | Chris Hemsworth         | Chris Hemsworth          | Chris Hemsworth          |                         |                         |
| Przedstawieni w Marvel One-Shots |                         |                         |                                                     |                                                     |                         |                         |                         |                         |                         |                         |                         |                         |                          |                          |                         |                         |
| Felix Blake                      |                         |                         |                                                     |                                                     | Titus Welliver          | Titus Welliver          |                         |                         |                         |                         |                         |                         |                          |                          |                         |                         |
| John Flynn                       |                         |                         |                                                     |                                                     |                         |                         | Bradley Whitford        | Bradley Whitford        |                         |                         |                         |                         |                          |                          |                         |                         |
| Herman                           |                         |                         |                                                     |                                                     |                         |                         |                         |                         | Lester Speight          | Lester Speight          |                         |                         |                          |                          |                         |                         |
| Darryl Jacobson                  |                         |                         |                                                     |                                                     |                         |                         |                         |                         |                         |                         | Daley Pearson           | Daley Pearson           | Daley Pearson            | Daley Pearson            | Daley Pearson           | Daley Pearson           |
| Jackson Norriss                  |                         |                         |                                                     |                                                     |                         |                         |                         |                         | Scoot McNairy           | Scoot McNairy           |                         |                         |                          |                          |                         |                         |
| Bennie Pollack                   |                         |                         |                                                     |                                                     | Jesse Bradford          | Jesse Bradford          |                         |                         |                         |                         |                         |                         |                          |                          |                         |                         |
| Claire Wise                      |                         |                         |                                                     |                                                     | Lizzy Caplan            | Lizzy Caplan            |                         |                         |                         |                         |                         |                         |                          |                          |                         |                         |

## Rozwój

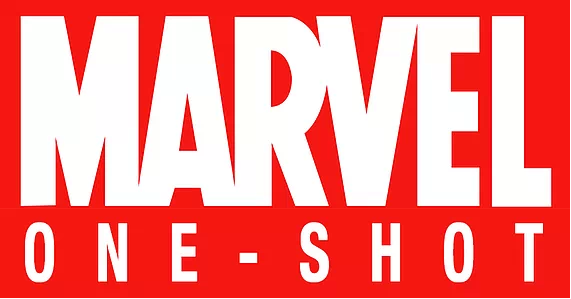
Logo, które pojawiło się przy krótkometrażówkach Agentka Carter i Niech żyje król

W sierpniu 2011 roku Marvel Studios ujawniło plany produkcji kilku krótkometrażówek, Marvel One-Shots, wydanych direct-to-video. Studio uznało, że krótkometrażówki stanowiące odrębną historię są okazją na eksperymentowanie z postaciami i pomysłami, jak również mogą stanowić rozszerzenie Filmowego Uniwersum Marvela. W 2013 roku Louis D’Esposito ujawnił, że rozważano stworzenie samodzielnych filmów krótkometrażowych dla kilku postaci, w tym Lokiego, młodego Nicka Fury’ego, Czarnej Pantery, Ms. Marvel i Czarnej Wdowy. D’Esposito zauważył, że opowieść o Lokim byłaby skomplikowana ze względu na koszty przedstawienia Asgardu, a dla Fury’ego i Czarnej Pantery musieliby obsadzić aktorów i zaprojektować dla nich kostiumy. Wyjawił również, że rozważano pokazywanie krótkometrażówek w kinach przed filmami studia. W tym samym roku planowany był film The Prologue o Wu Wang Xueqi, który pojawił się w dodatkowej scenie Iron Mana 3 pokazywanej wyłącznie w Chińskiej Republice Ludowej.
W 2014 roku poinformowano, że przy wydaniu filmu Kapitan Ameryka: Zimowy żołnierz nie pojawi się kolejna krótkometrażówka. W tym samym roku Drew Pearce poinformował, że napisał scenariusze do kilku krótkometrażówek, które nie zostały zrealizowane. Były one między innymi o Sin i Crossbonesie, Jessice Jones oraz o Damage Control. W maju 2015 roku Kevin Feige poinformował, że studio nie planuje kolejnych krótkometrażówek ze względu na zwiększenie liczby filmów w kinach do trzech i brak czasu studia na zrealizowanie kolejnych pomysłów. W 2017 roku Taika Waititi wyjawił, że pojawił się pomysł stworzenia krótkometrażówki o Korgu i Mieku. W 2021 roku James Gunn poinformował, że planowane były cztery krótkometrażówki przed premierą filmu Strażnicy Galaktyki na temat Rocketa i Groota, Gamory, Draxa oraz Star-Lorda. Ujawnił również, że zrealizowano część zdjęć do pierwszej z nich. Natomiast D’Esposito wyjawił, że szefostwo The Walt Disney Company chce, aby Marvel Studios kontynuowało produkcję Marvel One-Shots. W styczniu 2022 roku wszystkie krótkometrażówki zostały udostępnione na Disney+. Wtedy wyjawiono, że seria mockumentów Team Thor jest częścią Marvel One-Shots.